# 施蒂策尔巴赫
施蒂策尔巴赫是德国莱茵兰-普法尔茨州的一个市镇。总面积1.77平方公里，总人口230人，其中男性106人，女性124人（2011年12月31日），人口密度130人/平方公里。